# Ахитофел
Ахитофел (ивр. אחיתופל‎, др.-греч. Αχιτοφελ) — персонаж Второй книги Царств, советник царя Давида, участвовавший в заговоре против него. В христианской традиции считается ветхозаветным прообразом Иуды Искариота.

## Библейское повествование
История Ахитофела описана в трёх главах Второй книги Царств, посвящённых восстанию Авессалома. Ахитофел был из города Гило (расположенного к юго-востоку от Хеврона). На основании сопоставления стихов 2Цар. 11:3 и 2Цар. 23:34 существует предположение, что Ахитофел, будучи отцом Елиама (который в 2Цар. 23:24 назван «сильным царя Давида»), являлся дедом Вирсавии, и, таким образом, приходился родственником Давиду.
Он был советником царя (2Цар. 15:12, 1Пар. 27:33), однако о способностях сказано достаточно ярко: Советы же Ахитофела, которые он давал, в то время [считались], как если бы кто спрашивал наставления у Бога. (2Цар. 16:23). Узнав, что его царедворец примкнул к мятежникам, Давид сперва помолился об этой проблеме Богу (2Цар. 15:30—36), а затем прибег к помощи своего друга (другой придворный титул, отличный от советника) Хусия, которому заповедал разрушить совет Ахитофела.
Советник дал Авессалому две рекомендации, обе из которых были верными, однако если первую узурпатор выполнил (вошёл к наложницам отца, тем самым отрезав себе пути к отступлению), то второй пренебрёг. Ахитофел предложил немедля нагнать Давида и поразить его, но Хусий, запугав царского сына, предложил сперва собрать как можно больше сил. Это позволило Давиду и его немногочисленным спутникам скрыться. Узнав об этом, Ахитофел вернулся в родной дом и удавился.
Сын Ахитофела Елиам впоследствии служил у Давида в числе наиболее приближённых гвардейцев («тридцати») (2Цар. 23:34).

## Раввинистическая интерпретация
В трактате Санхедрин Ахитофел упомянут среди четырёх простолюдинов, которые не имеют доли в грядущем мире (Олам хa-ба) из-за своего нечестия (Санг., X. 2), трое других: Валаам, Доик и Гиезий.

## Христианская традиция

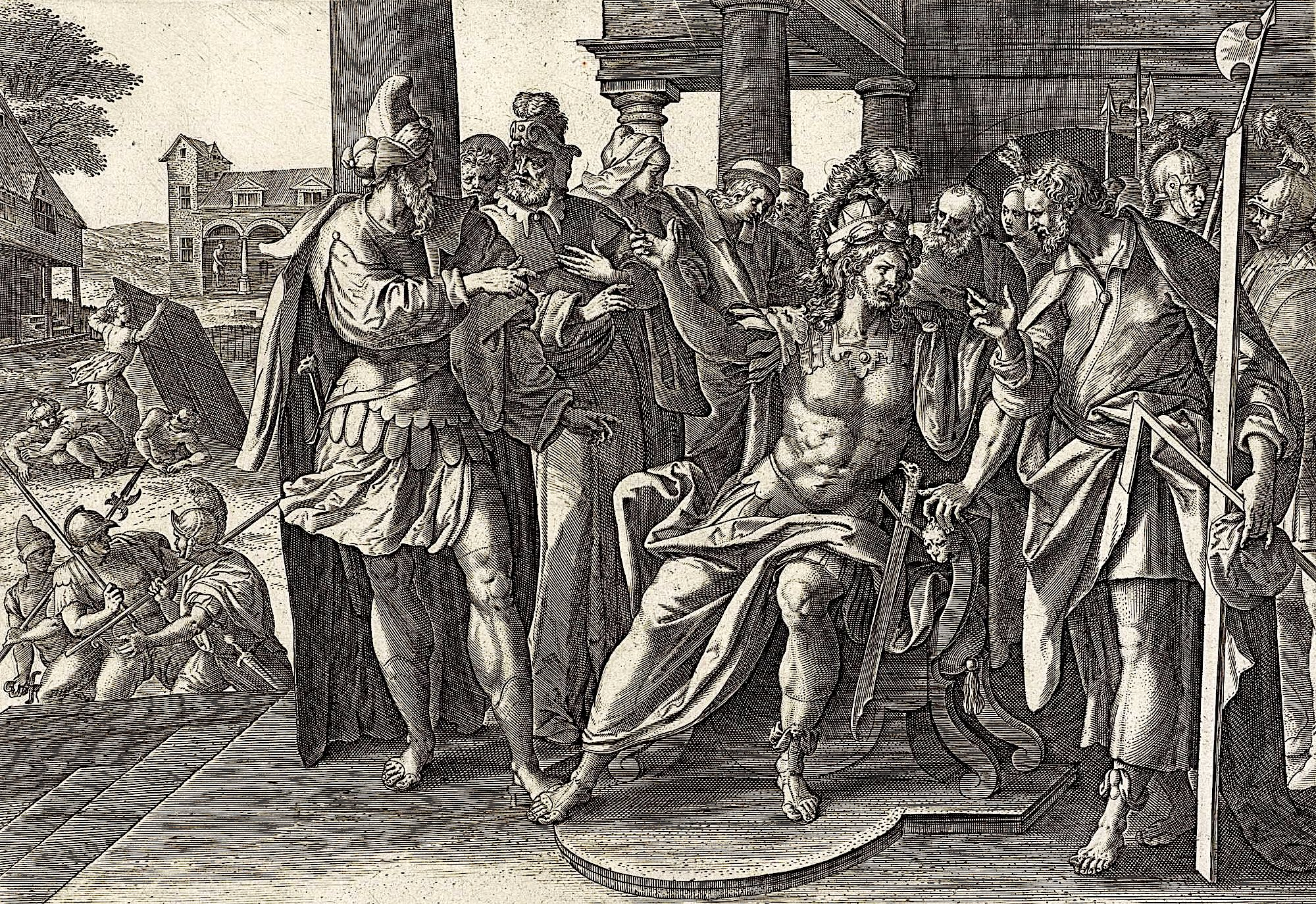
Авессалом ищет совета у Ахитофела и Хусия о необходимости смерти Давида.

Некоторые христианские библеисты (например, Генри Геллей, епископ Никанор и многие другие) считают, что восстание Авессалома и предательство Ахитофела стали поводом для написания Давидом псалма 40 и псалма 54.
Таким образом, Ахитофел становится как бы прообразом Иуды Искариота. И тот, и другой кончили свою жизнь, удавившись. Помимо этого, Иисус Христос во время Тайной вечери цитирует Псалтирь: Но да сбудется Писание: ядущий со Мною хлеб поднял на Меня пяту свою. (Иоан. 13:18). В 40-м псалме же сказано: Даже человек мирный со мною, на которого я полагался, который ел хлеб мой, поднял на меня пяту (Пс. 40:10), и по некоторым признакам речь здесь идёт об Ахитофеле.

## Использование образа в литературе
В 1681 году английский поэт Джон Драйден написал сатиру «Авессалом и Ахитофел», где сравнил герцога Монмута с неверным сыном Авессаломом, а его советника лорда Шефтсбери с Ахитофелем.